# NGC 6161
NGC 6161 في الفهرس العام الجديد، هي مجرة، تقع في كوكبة الجاثي. اكتشفت في 30 يونيو 1870 بواسطة إدوارد ستيفان.

## روابط خارجية
- NGC 6161 على موقع ويكي سكاي: DSS2, SDSS, GALEX, IRAS, Hydrogen α, X-Ray, Astrophoto, Sky Map, Articles and images